# Уилкош, Юсуп
Юсуп Уилкош (нем. Jusup Wilkosz, 8 ноября 1948 — 19 ноября 2019), встречаются также написания Юсуп Уилкошт, Юсуп Вилькош и Джозеф Уилкош — немецкий бодибилдер, известный под прозвищем «Зевс».

## Биография
Родился Юсуп Уилкош 9 ноября 1948 года в немецком городе Хайльброн. В юношеские годы занимался пауэрлифтингом и добился большого успеха на юниорских чемпионатах. Три раза получал награду от Федерального министерства спорта ФРГ.
Занявшись бодибилдингом и начав соревновательную карьеру Юсуп успешно выступал на местных турнирах. В 1978 году он дебютировал на любительском Чемпионате мира, где сразу занял второе место. В 31 год Уилкош одерживает победу на Любительском Чемпионате Мира 1979 года. В 1979 знакомится с Арнольдом Шварценеггером, который становится его наставником и тренером.
Дебютировав на Профессиональном Чемпионате Мира в 1980 году он одержал убедительную победу. Юсуп Уилкош прозванный Зевсом, вошёл в число лучших атлетов мира. Успешно выступая, Уилкош семь раз входил в тройку сильнейших на престижных про турнирах. Кроме спортивной карьеры он занялся тренерской работой и открыл тренажерный зал.
Лучшим достижением Юсуп Уилкоша в соревновательной карьере стало третье место на Мистер Олимпия 1984 года. Атлет перенес несколько тяжелых травм спины и плеч и после 1986 года он ушёл из профессионального спорта. Череда несчастий постигла знаменитого атлета в конце 80-х: смерть жены, финансовый крах и потеря бизнеса.
В 1994 году Уилкош заявил о намерении участвовать в конкурсе «Мистер Олимпия 1994», но старые травмы не позволили осуществить задуманное.
Принимал участие в турнирах серии «Мастерс» в категории 60+.
В 2007 году в Германии вышла книга «То, что остается с тобой. Путь Юсупа Уилкоша» переведенная на английский язык.
Юсуп Уилкош стал первым немцем, достигшим таких больших успехов в бодибилдинге.
19 ноября 2019 года на странице Юсупа Уилкоша в Instagram появилось сообщение о его смерти, опубликованное сестрой и друзьями Юсупа Уилкоша.

## Интересные высказывания
«Я хочу быть похоронен только вместе с моими мышцами».

## Антропометрия
| Рост                 | 185 см |
| Соревновательный вес | 115 кг |
| Вес в межсезонье     | 118 кг |
| Грудная клетка       | 148 см |
| Бицепс               | 56 см  |
| Талия                | 83 см  |
| Бедро                | 77 см  |
| Голень               | 50 см  |

## История выступлений
Соревнование Место
- Мистер Олимпия 1986 12
- Гран При Канада 1984 4
- Гран При Мир 1984 4
- Мистер Олимпия 1984 3
- Гран При Кубок Мира 1983 3
- Гран При Швеция 1983 3
- Гран При Швейцария 1982 4
- Мистер Олимпия 1983 6
- Гран При Англия 1983 3
- Гран При Бельгия 1982 3
- Гран При Швеция 1982 6
- Мистер Олимпия 1982 10
- Гран При Канада 1981 5
- Гран При Бельгия 1981 3
- Гран При Уэльс 1981 2
- Мистер Олимпия 1981 6
- Чемпионат мира Про 1980 1
- Чемпионат Мира любительский 1979 1 в категории Тяжелый вес
- Чемпионат Мира любительский 1978 2 в категории Тяжелый вес